# ベネズエラ海軍

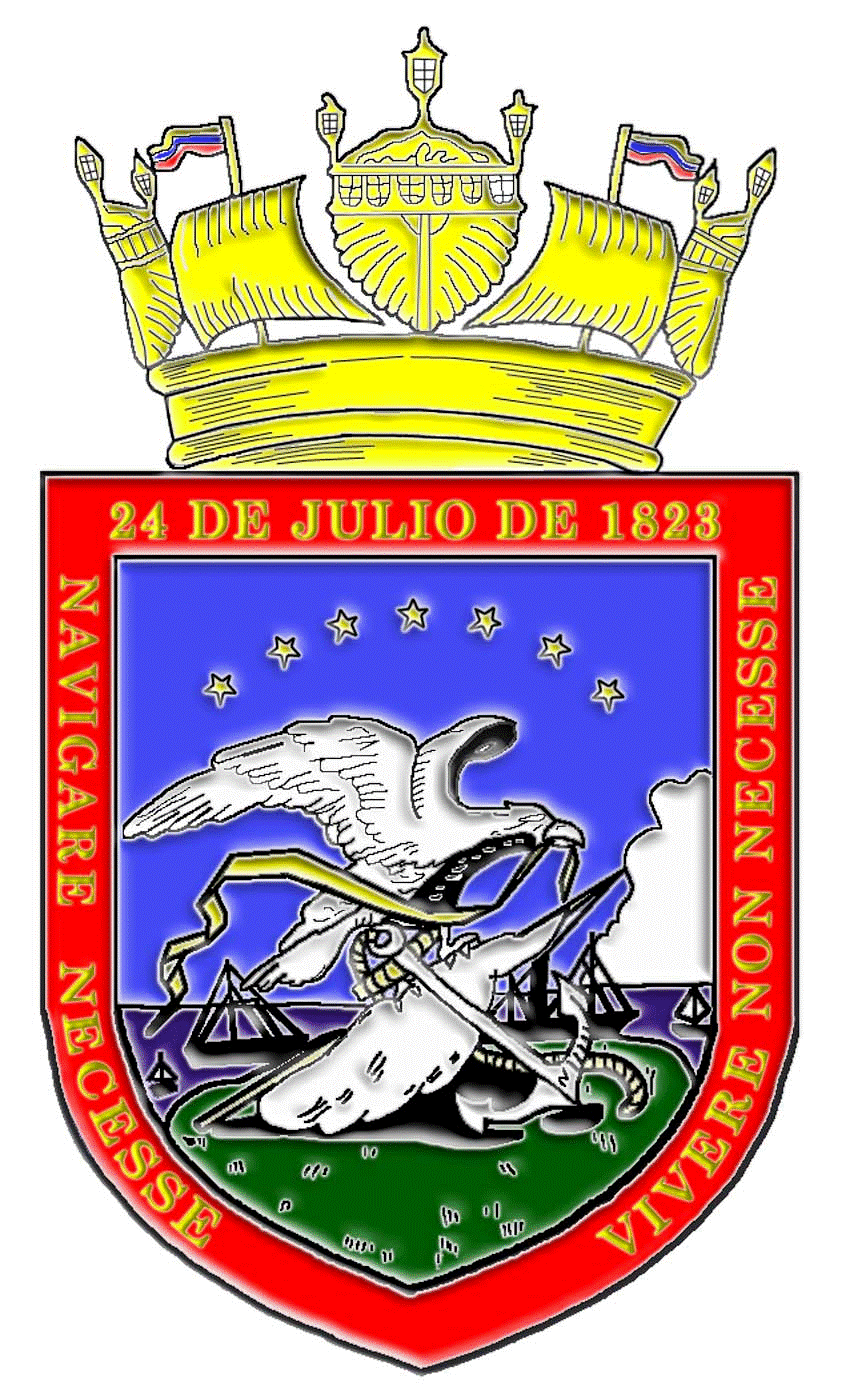

ベネズエラ海軍（西：Armada de la República Bolivariana de Venezuela）は、ベネズエラの海軍。

## 組織
海軍総司令官（Comandante General）の下、以下の職位・組織がある。
2007年時点で現役兵総員18,300人、うち徴集兵4,000人。
- 海軍総司令部（Comando General de la Armada）
- 海軍官房
- 海軍監査部
  - 調査局（Dereccion de lnvestigaciones）
  - 管理統制評価局（Dereccion de Evalucaion y Control de Gestion）
  - 監査局（Dereccion de Inspecciones）
  - 海軍保安局（Dereccion de Seguridad Naval）
- 法務顧問（Asesoria Juridica）
- 情報公開局（Dereccion de Relaciones Publicas e Informacion）
- 相互慣行局（Dereccion de Relaciones Interinstitucionnales）
- 技師機関（Cuerpo de Ingenieros）
- 海軍参謀本部（Segundo Comando y Estado Mayor General de la Armada）
  - 5つの集団（Comando）を指揮下に置き、技師機関を系統に含む。

### 海軍作戦集団
- 海軍作戦集団（Comandos Naval de Operativos）
  - 各種の戦隊司令部
  - 航空隊司令部
  - 河川部隊司令部
  - 沿岸警備隊司令部
  - 海兵師団
  - 総ての海軍管区

### 海軍兵站集団
- 海軍兵站集団（Comando Naval de Logística）
  - 海軍システム局（Dereccion de Sistemas Naval）
  - 海軍衛生局（Dereccion de Sanidad Naval）
  - 契約局（Dereccion de Contratos）
  - 補給局（Dereccion de Abastecimiento）
  - 役務局（Dereccion de Servicios）
  - 管理統制局（Dereccion de Control de Gestion）
  - 総ての海軍基地および軍港

### 海軍人事集団
- 海軍人事集団（Comando Naval de Personal）
  - 管理統制局（Dereccion de Control de Gestion）
  - 任命局（Dereccion de Nombramieto）
  - 福利厚生局（Dereccion de Bienestar Socil）
  - 海軍予備役局（Dereccion de Reseva Neval）
  - 民間人事局（Dereccion de Personal Civil）
  - 倫理教育局（Dereccion de Moral y Disciplina）
  - 違法浚渫対抗局（Dereccion de Contra el Uso Ilicito de las Dragas）

### 海軍教育集団
- 海軍教育集団（Comando Naval de Educación）
  - 教育計画局（Dereccion de planficacion Educativa）
  - 体育受託局（Dereccion de Deporte y Educación Fisica）
  - 教育行政局（Dereccion de Administracion Educativa）
  - 海軍大学校（Escuela Superior de Guerra Naval、ESGN）
  - 海軍大学院（Escuela de Postgrado de la Armada、EPAR）
  - 海軍学校「アルミランテ・セバスチャン・フランシスコ・デ・ミランダ・ロドリゲス」（Escuela Naval de Venezuela "Almirante Sebastián Francisco de Miranda Rodríguez"、ENV）
  - 海軍技術学校（Escuela Técnica de la Armada、ETAR）
  - 海軍憲兵学校（Escuela de Policía Naval、EPN）
  - 水兵学校（Escuela de Grumetes、EGR）
  - 海軍訓練センター「フェリペ・サンティアゴ・エミリオ」（Centro de Adiestramiento Naval "CN Felipe Santiago Esteves"、CANES）
  - 海軍電子通信大学協会（Instituto Universitario de Comunicaciones y Electrónica de la Fuerza Armada Nacional、IUMCOELFA）

### 海軍情報集団
- 海軍情報集団（Comando Neval de Inteligencia）

### 海兵隊

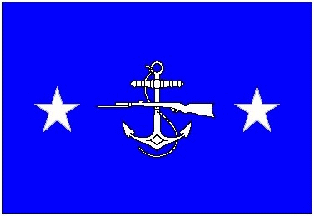
ベネズエラ海兵隊士官の旗

- 海兵師団（División de Infantería de Marina）

人員7,000人から成る。
- 第1海兵旅団「ヘネラル・カルロス・ソウブレテ」（GRAL. Carlos Soublette）
- 第2海兵旅団「カピタン・ホセ・エウケニオ・エルナンデス」（CA. Jose Eugenio Hernandez）
- 辺境河川旅団「ヘネラルヘフェ・アントニオ・パエス」（Gral. en Jefe Jose Antonio Paez）
- 工兵旅団「カピタン・ホセ・ラモン・ジェペス」（CA. Jose Ramon Yepez）
- 特殊作戦旅団「ヘネラリーシモ・フランシスコ・デ・ミランダ」（Generalísimo Francisco de Miranda）
- 徴集兵海兵旅団「コントラアルミランテ・アルマンド・ロペス・コンデ」（Contraalmirante Armando López Conde）
  - 海兵大隊「ヘネラル・ラファエル・ウルダネタ」（GRAL. Rafael Urdaneta）
  - 海兵大隊「ヘネラリーシモ・フランシスコ・デ・ミランダ」」（Generalísimo Francisco de Miranda）
  - 海兵大隊「カピタン・レナート・ベルーチェ」（CA. Renato Beluche）
  - 海兵大隊「CC. ミゲル・ポンセ・ルゴ」（CC. Miguel Ponce Lugo）
  - 海兵大隊「ヘネラル・シモン・ボリバル」（GRAL. Simon Bolivar）
  - 海兵大隊「MCAL. アントニオ・ホセ・デ・スクレ」（MCAL. Antonio Jose de Sucre）
  - 海兵大隊「ヘネラル・フランシスコ・ベルムデス」（GRAL. Jose Francisco Bermudez）
  - 戦闘工兵大隊「テニエンテ・ヘロニモ・レンフィホ」（TN. Geronimo Rengifo）
  - 戦闘工兵大隊「CN. セバスティアン・ボウキエル」（CN. Sebastian Bougier）
  - 保守建設大隊「ヘネラル・エセキエル・サモラ」（GRAL. Ezequiel Zamora）
  - 保守建設大隊「カピタン・ホセ・マリア・ガルシア」（CA. Jose Maria Garcia）
  - 保守建設大隊「CN. ニコラス・ホリー」（CN. Nicolas Joly）
  - 保守建設大隊「CN. セバスティアン・ボウキエル」（CN. Sebastian Bougier）
  - 保守建設大隊「CN. アグスティン・アルマリオ」（CN. Agustin Armario）
  - 保守建設大隊「TTE. ペドロ・カメホ」（TTE. Pedro Cameho）
- 辺境河川群「テニエンテ・ハシント・ムニョス」（Comando Fluvial Fronterizo, "TN. Jacinto Munoz"）
  - エルアンパロ海軍屯所（El Amparo）
  - バポル島海軍屯所（Isla Vapor）
  - リオアラウカ・インテルナシオナル海軍屯所（Rio Arauca Internaciona）
  - グアフィタス海軍屯所（Guafitas）
  - プエスト・ビバス海軍分遣隊（Puesto Vivas）
  - ボカ・デ・リオビエホ海軍分遣隊（Boca de Rio Viejo）
- 辺境河川旅団「ヘネラルブリガダ・フランス・リスケス・イリバレン」（GB. Franz Risquez Iribarren）
  - プエルト・アヤクーチョ海軍屯所「AF. ホセ・ラモン・ロペス」（Puerto Ayacucho”AF. Jose Ramon Lopez）
  - サンカルロス・デ・リオネグロ海軍屯所「CIM, ホセ・シプリアノ・キンテロ」（San Carlos de Río Negro “Capitán de Infantería de Marina José Cipriano Quintero）
  - 海軍屯所「AF. ミゲル・エチャバリア」（AF. Miguel Echeverria）
  - サンフェルナンド・デ・アタバポ海軍屯所「AF. クレメンテ・マルドナド」（San Fernando de Atabapo “AF. Clemente Maldonado）
  - プエルト・パエス海軍屯所「ヘネラルヘフェ・ホセ・アントニオ・パエス」（Puerto Páez “GRAL. JEFE Jose Antonio Paez）
- アプレ・オリノコ連合河川群（Comando Fluvial Eje Orinoco Apure, "GRAL. Mauel Piar"）
  - プエルト・ノトリアス海軍屯所（Puerto Nutrias）
  - サンフェルナンド・デ・アプレ海軍屯所（San Fernando de Apure）
  - エルバウル海軍屯所（El Baul）
  - カブルタ海軍屯所（Cabruta）
  - エンコントラドス海軍屯所（Encontrados）

その他の部隊
- 海兵通信大隊「カピタンフラガタ・フェリペ・バティスタ」（Capitán de Fragata Felipe Baptista）
- 海兵支援大隊「アルミランテ・ルイス・ブリオン」（Almirante Luís Brión）
- 区分砲兵群「ビセアルミランテ・リノ・デ・クレメンテ」（Vicealmirante Lino de Clemente）

### 海軍航空隊

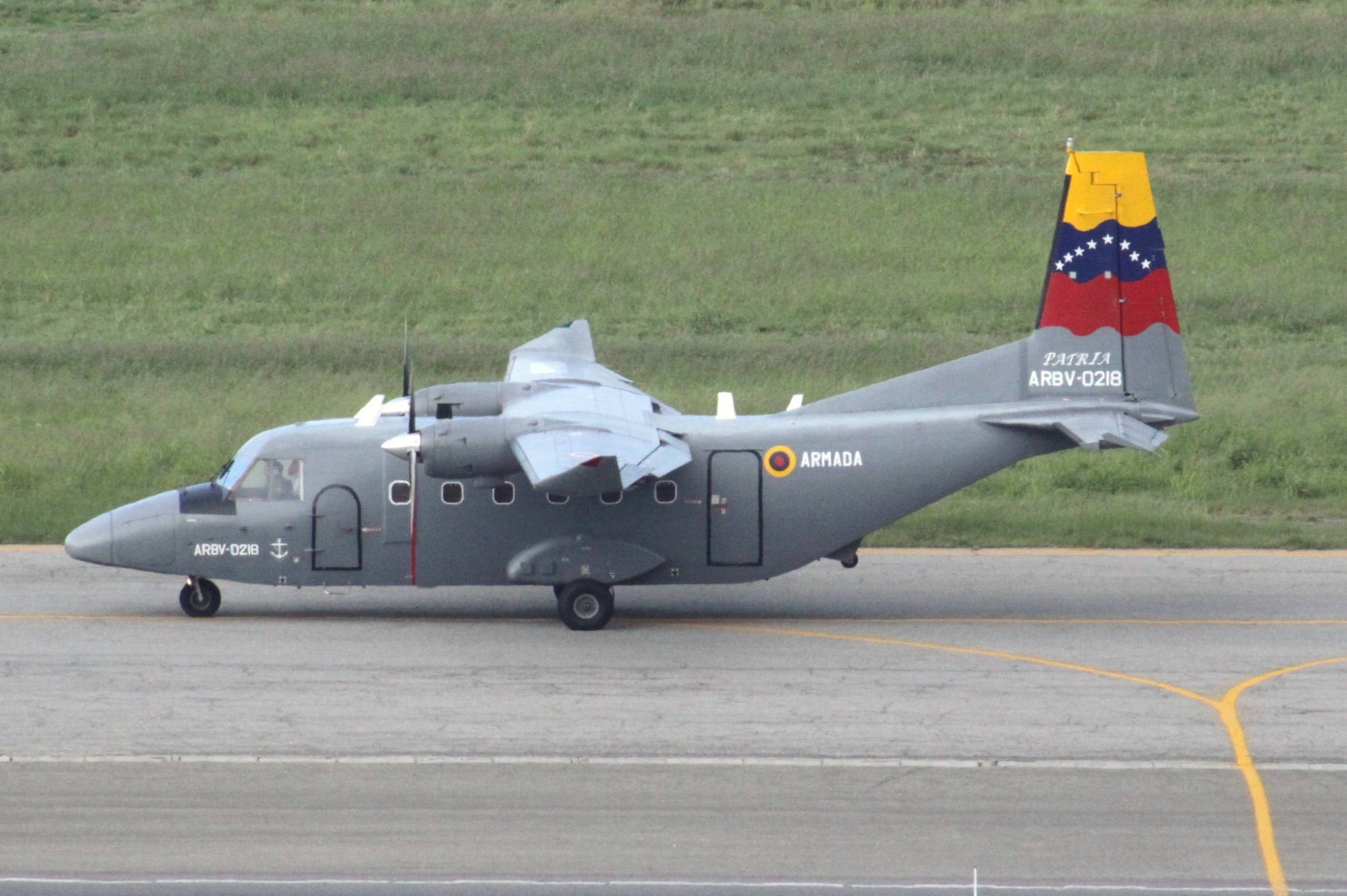
CASA 212

- 航空隊司令部（Comando de la Aviación）
  - 輸送航空隊
  - 戦術輸送航空隊
  - 訓練航空隊

人員500人から成る。

### 沿岸警備隊
- 沿岸警備隊（Comando de Guardacostas）

人員1,000人と船艇が約25隻から成る。

### 海軍管区
- アマゾン海軍管区
- 東部海軍管区
- オリノコ海軍管区（Orinoco）
- 西部海軍管区
- アプレ海軍管区（Apure）
- 中部海軍管区
- 大西洋海軍管区

## 階級
| 士官              |                                            |  |
| 海軍大将          | Almirante en Jefe                          |  |
| 海軍中将          | Almirante                                  |  |
| 海軍少将          | Vicealmirante                              |  |
| 海軍代将          | Contralmirante                             |  |
| 海軍大佐          | Capitan de Navio                           |  |
| 海軍中佐          | Capitan de Fragata                         |  |
| 海軍少佐          | Capitan de Corbeta                         |  |
| 海軍大尉          | Teniente de Navio                          |  |
| 海軍中尉          | Teniente de Fragata                        |  |
| 海軍少尉          | Alferez de Navio                           |  |
| 下士官            |                                            |  |
| 先任上級兵曹長    | Sargento Supervisor                        |  |
| 上級兵曹長        | Sargento Ayudante                          |  |
| 1等兵曹長         | Sargento Mayor de Primero                  |  |
| 2等兵曹長         | Sargento Mayor de Segundo                  |  |
| 3等兵曹長         | Sargento Mayor de Tercera                  |  |
| 1等兵曹           | Sargento Primero                           |  |
| 2等兵曹           | Sargento Segundo                           |  |
| 兵卒              |                                            |  |
| 1等伍長 (1等水兵) | Cabo Primero                               |  |
| 2等伍長 (2等水兵) | Cabo Segundo                               |  |
| 兵                | Distinguido                                |  |
| 海兵 海軍憲兵水兵 | Marinero Policia Navio o Infante de Marina |  |

## 主要基地・施設
- ペドロ・ペレス・デルガード海軍基地（"GRAL, Pedro Perez Delgado"）
- アウグスト・アルマリオ海軍基地（"CA Agustín Armario"） カラボボ州プエルトカベヨ（Puerto Cabello）に所在、フリゲート戦隊や潜水戦隊の根拠地。
- フランシスコ・ハビエル・グティアレス海軍基地（"CN Francisco Javier Gutiérrez"）
- アントニオ・ディアス海軍基地（"CN Antonio Díaz"）
- フアン・キリソストノ・ファルコン海軍基地（"MCAL. Juan Crisóstomo Falcón"） ファルコン州プントフィホに所在、小型艦艇の基地。
- ディマス・エウリピデス・パウビリス・ゲバラ軍港（"CF Dimas euripides Paublinis Guevara"）
- トマス・ベガ軍港（"TN Tomás Vega"）

## 装備

### 艦艇
2011年6月現在。『Jane's Fighting Ships 2011-2012』より。
過去に就役した艦艇については「ベネズエラ海軍艦艇一覧」を参照。
通常動力型潜水艦
- 209/1300型×2

サバロ（S31 Sábalo） - 1976年
カリベ（S32 Caribe） - 1977年
フリゲート
- 伊ルポ級改型×6

マリスカル・スクレ（F21 Mariscal Sucre） - 1980年
アルミランテ・ブリオン（F22 Almirante Brión） - 1981年
ヘネラル・ウルダネタ（F23 General Urdaneta） - 1981年
ヘネラル・ソウブレテ（F24 General Soublette） - 1981年
ヘネラル・サロン（F25 General Salóm） - 1982年
アルミランテ・ガルシア（F26 Almirante García） - 1982年
高速戦闘艇
- コンスティトシオン級×6
  - 砲艇型

コンスティトシオン（PC11 Constitución） - 1974年
インデペンデンシア（PC13 Independencia） - 1974年
パトリア（PC15 Patria） - 1975年
- - ミサイル艇型

フェデラシオン（PC12 Federación） - 1975年
リベルタ（PC14 Libertad） - 1975年
ビクトリア（PC16 Victoria） - 1975年
哨戒艦
- Guaiqueri級×2（2隻建造中）

（PC21 Guaiqueri） - 2011年
（PC22 Warao） - 2011年
（PC23 Yecuana） - 2012年就役予定
（PC24 Kariña） - 2012年就役予定
- グアイカマクト級×3（1隻建造中）[2]

グアイカマクト（GC21 Guaicamacuto） - 2010年
ジャビレ（GC22 Yavire） - 2010年
ナイグアタ（GC23 Naiguata） - 2011年。2020年にクルーズ船に体当たりするも、逆に沈没
タマナコ（GC24 Tamanaco） - 2014年
河川哨戒艇
- 各型×7

マナウレ（PF21 Manaure）、マラ（PF22 Mara）、グアイカイプロ（PF23 Guaicaipuro）、タマナド（PF24 Tamanado）、テレパイマ（PF31 Terepaima）、ジャアクイ（PF33 Yaracuy）、（PF34 Sorocaima）
哨戒艇
- 各型×18

（LRG001 Constancia）、（LRG002 Perseverancia）、（LRG003 Honestidad）、（LRG004 Tenacidad）、（LRG005 Integridad）、（LRG006 Lealtad）、他12隻
戦車揚陸艦（LST）
- カパナ級×4

カパナ（T61 Capana） - 1984年
エセキボ（T62 Esequibo） - 1984年
ゴアヒーラ（T63 Goajira） - 1984年
ロス・ジャノス（T64 Los Llanos） - 1984年
中型揚陸艇（LCM）
- 各型×2

クイアポ（LC21 Curiapo）、ジョピト（LC01 Yopito）
汎用揚陸艇（LCU）
- Ajeera級×2

マルガリータ（T71 Margarita） - 1984年
ラ・オルチーラ（T72 La Orchila） - 1984年
エアクッション型揚陸艇
- グリフォン 2000TD型×1

海洋観測艦
- プンタ・ブラバ（BO11 Punta Brava） - 1991年

測量艇
- 各型×2

ガブリエラ（LH11 Gabriela） - 1974年
（LH12 Lely） - 1974年
練習帆船
- シモン・ボリバル（BE11 Simon Bolivar） - 1980年

補給艦
- シウダー・ボリバル（T81 Ciudad Bolivar） - 2001年

航洋曳船
- アルミランテ・フランシスコ・デ・ミランダ（RA11 Almirante Francisco de Miranda） - 2006年

輸送艇
- DAMEN STAN LANDER 5612型×0（4隻建造中）

支援艇
- 各型×2[4]

ロス・タンケス（LG11 Los Tanques） - 1981年
ロス・カジョス（LG12 Los Cayos） - 1984年

### 航空機
2011年6月現在。『Jane's Fighting Ships 2011-2012』より。
固定翼機
- ビーチ キングエア×2
- セスナ×3
- スホーイ Su-30 フランカー×24
- CASA C-212 S43/S200/S400 アヴィオカー×3/2/3

回転翼機
- ベル 412EP×7
- ベル 206B×1
- ミル Mi-17×6
- アグスタ-ベル 212ASW×7

## 旗

国旗・軍艦旗
海軍用国籍旗

## 出来事
- 2020年3月31日、停止命令を行ったドイツのクルーズ船に対し、ベネズエラ海軍の艦艇が体当たり攻撃を仕掛けたが、クルーズ船は海氷がある海域でも航行できるように補強されており、仕掛けた海軍側が沈没する出来事があった[5]。